# كايابونيا
كايابونيا (بالبرتغالية: Caiapônia‏) هي بلدية تقع في البرازيل في غوياس.[بحاجة لمصدر] يقدر عدد سكانها بـ 15,747 نسمة ومساحتها 8,682 كم2 وترتفع عن سطح البحر 692 متر.